# جيتا بورلاكو
جيتا بورلاكو (بالرومانية: Geta Burlacu)‏ واسمها الحقيقي جورجيتا بوروفوزنيوتش (بالرومانية: Georgeta Povorozniuc)‏ هي مغنية مولدوفية ولدت في يوم 22 يوليو 1974، اشتهرت بتمثيل مولدوفا في مسابقة الأغنية الأوروبية لسنة 2008 بأغنية A Century of Love. وهي تتقن أيضاً العزف على الكمان.